# Fritz Kasparek
Fritz Kasparek (* 3. Juli 1910 in Wien; † 6. Juni 1954 am Salcantay, Peru) war ein österreichischer Alpinist.

## Leben
Kasparek wurde in eine Wiener Arbeiterfamilie geboren. Sein Vater Franz war Silberarbeiter, seine Mutter Karoline Hausbesorgerin. Er absolvierte eine Ausbildung zum Schlossergesellen.
Erste Klettererfahrungen sammelte er am Peilstein und im Gesäuse, später trat er den Naturfreunden bei. Nach der Auflösung des Vereins 1934 soll er Eduard Rabofsky zufolge Antifaschisten über die Berge nach Frankreich geholfen haben, die nach Spanien fliehen wollten.
Die Arbeiterbergsteiger der 1920er und 1930er Jahre hatten keine Möglichkeit, Expeditionen zu den Bergen der Welt zu unternehmen. Sie fuhren mit dem Fahrrad zu ihren Bergzielen bis in die Westalpen und versuchten das Schwierigste auch unter extremen Bedingungen zu bewältigen. So beging Kasparek als einer der Pioniere schwieriger Winterbesteigungen im Februar 1938 zusammen mit Sepp Brunhuber erstmals die Comici-Führe in der Nordwand der Großen Zinne bei 20 Grad unter Null. Es war die erste Winterbegehung einer Führe im VI. Grad überhaupt. Diese und andere Extremtouren galten der Vorbereitung für ihr großes Ziel, die Eiger-Nordwand.
Vom 21. bis 24. Juli 1938 durchkletterten Kasparek und Heinrich Harrer (Brunhuber war verhindert) zusammen mit der Münchner Seilschaft Anderl Heckmair und Ludwig Vörg als erste die Wand des Eigers. Die Ereignisse hielt Kasparek im Buch Ein Bergsteiger fest, das in den ersten Auflagen 1939 und 1940 noch Passagen enthielt, die den Kampf des „deutschen Volkes und dessen nationalen Auftrieb“ beschrieben. Ein Beispiel:
„Ich werde die Eiger-Nordwand nie vergessen; sie war gleichsam das Symbol des deutschen Schicksals. Sechs deutsche Bergsteiger hatten in ihr das Leben gelassen. Und uns war es beschieden gewesen,  ihrem großen Opfer die letzte Erfüllung zu geben. […] Konnten wir als Deutsche anders handeln? Mußte nicht vor unseren Augen immer wieder der Führer erstehen? Und sein übermenschlicher Kampf mit den Schwierigkeiten des dornenvollen Weges zum Gipfelpunkt seines Volkes? Wir hätten uns keinen besseren Lehrmeister wünschen können.“
Nach dem Krieg, ab der dritten Auflage von 1951, fehlen diese Passagen.
Die Eiger-Nordwand galt neben der Nordwand der Grandes Jorasses und der Matterhorn-Nordwand als eines der „drei letzten Probleme der Alpen“ und war wie die beiden anderen großen Nordwände Ziel eines Wettlaufs der Nationen. Dadurch war sie auch zum Politikum geworden. Deswegen und weil vorangegangene Durchsteigungsversuche eine größere Anzahl Todesopfer gekostet hatten, erregte die Erstdurchsteigung ungeheures Aufsehen. Adolf Hitler hatte schon 1936 anlässlich der Olympischen Spiele für die Erstbegehung eine Goldmedaille zugesichert, obwohl Bergsteigen keine olympische Disziplin war. Für Hitler und seine Propaganda war der Erfolg „eine Demonstration für die Überlegenheit und den Todesmut der deutschen Herrenrasse“. Nach ihrer Rückkehr wurden die Erstbegeher vom „Führer“ empfangen und konnten sich in nationalsozialistischen Ergebenheitsadressen nicht genug tun; die deutsche Propaganda sah – nach dem Anschluss am 12. März desselben Jahres – den Zusammenschluss einer deutschen und einer österreichischen Seilschaft (wobei die deutsche „natürlich“ die führende war) als hochsymbolisches Ereignis. Berüchtigt wurde, als Harrers frühe Mitgliedschaft bei der SA aufgedeckt wurde, sein euphorischer Satz in dem Buch, das die Erstbegeher verfassten: „Wir haben die Nordwand durchklettert über den Gipfel hinaus bis zu unserem Führer“.
Kasparek war 1938 der SS beigetreten und brachte es bis zum 1. März 1944 zum SS-Oberscharführer. Nach dem Krieg wurde er als Belasteter geführt und schlug eine Karriere als Kaufmann ein. Im Unterschied dazu konnte Heinrich Harrer seine frühen Beziehungen zum Nationalsozialismus bis 1997 verborgen halten, auch weil er erst spät nach dem Krieg (1952) von seinem Tibet-Aufenthalt zurückkam.

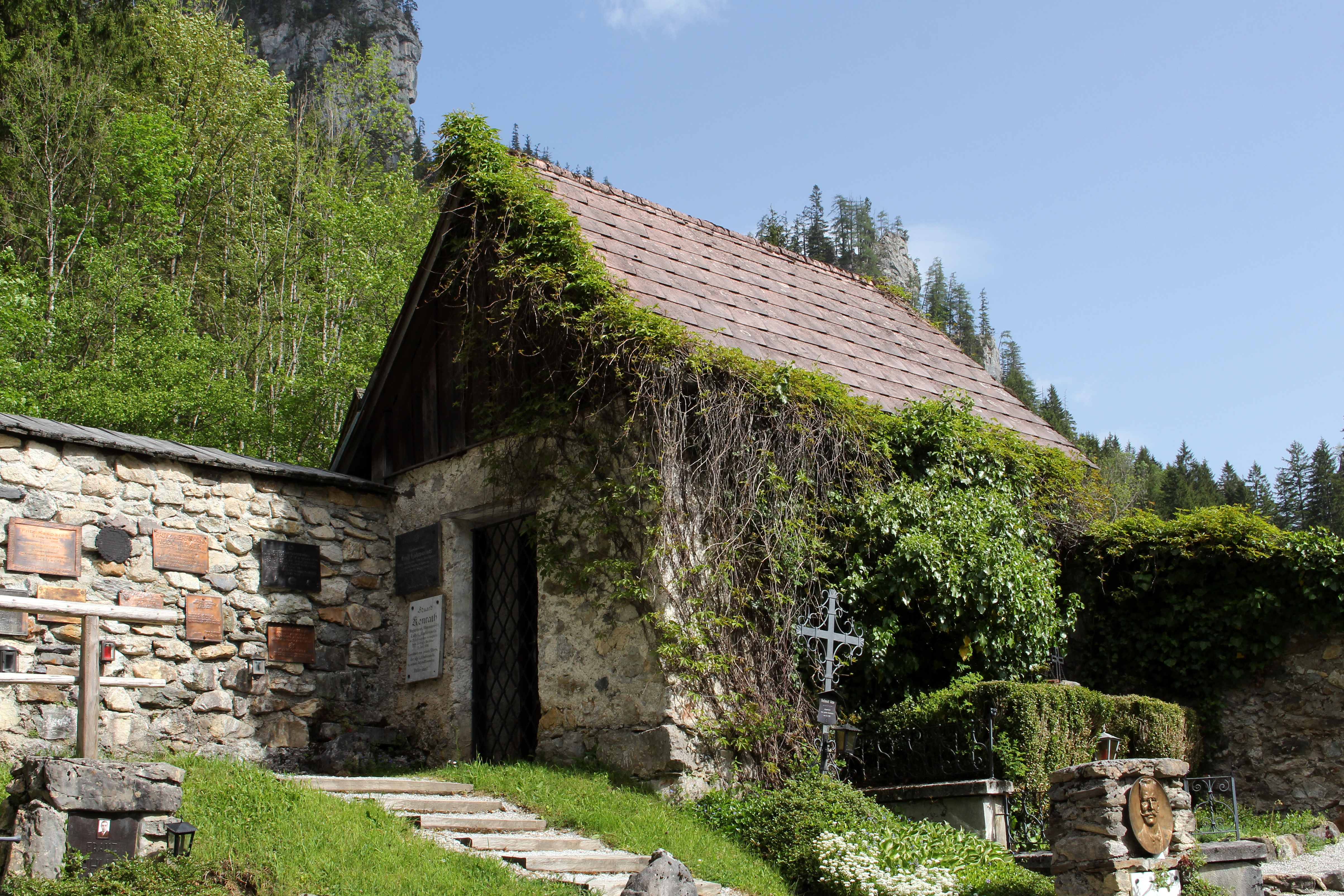
Bergsteigerfriedhof Johnsbach, die Gedenktafel für Fritz Kasparek befindet sich oben links

Ende April 1954 reiste Kasparek als Leiter der Österreichischen Andenexpedition nach Peru. Am 6. Juni des Jahres kam er beim Versuch, den 6271 Meter hohen Salcantay zu besteigen, ums Leben, als eine Wechte am Gipfelgrat brach und ihn sowie seinen Seilgefährten, den in Cusco zur Expedition gestoßenen Schweizer Alpinisten Anton Vasenauer, 1500 Meter tief abstürzen ließ.
An Fritz Kasparek erinnert eine Gedenktafel auf dem Bergsteigerfriedhof Johnsbach im Gesäuse. Im benachbarten Haindlkar steht noch die „Alte“ Haindlkarhütte, die zum Lawinenschutz unter einen riesigen Felsblock gebaut wurde. An diesem Hüttenblock ist der „Kasparek-Überhang“ noch immer ein Prüfstein für die Kletter-Elite. Im Jahr 1968 wurde in Wien-Donaustadt (22. Gemeindebezirk) die Kasparekgasse nach ihm benannt.

## Alpinistische Leistungen (Auswahl)
- Civetta Nordwestwand, Comici-Route, zweite Begehung 1933
- Marmolada Südpfeiler, fünfte Begehung 1933
- Rosskuppe (Gesäuse), Rosskuppenkante, erste Winterbegehung 1936
- Laliderer Spitze Nordwand, Auckenthaler-Route, dritte Begehung, Schmid-Krebs-Route, sechste Begehung 1936
- Westliche Zinne Nordwand, Cassin-Führe, vierte Begehung 1937
- Kleine Zinne Preußriss, erste Winterbegehung 1938
- Grosse Zinne Nordwand, Comici-Führe, erste Winterbegehung 1938
- Eiger-Nordwand, Erstbegehung mit Heinrich Harrer, Anderl Heckmair und Ludwig Vörg 1938
- Hochtor Nordwand, Pfannl-Maischberger-Führe, erste Winterbegehung 1941

## Autobiographie
- Ein Bergsteiger. Einer der Bezwinger der Eiger-Nordwand erzählt von seinen Bergfahrten. Erste Auflage, Verlag „Das Bergland-Buch“, Salzburg 1939.
  - —: Zweite Auflage, Das Bergland-Buch, Band 145, ZDB-ID 2033230-0. Verlag „Das Bergland-Buch“, Salzburg 1940.
  - Vom Peilstein zur Eiger-Nordwand. Erlebnisse eines Bergsteigers. Erweiterte und umgearbeitete Neuausgabe, Verlag „Das Bergland-Buch“, Salzburg. Auflagen 1951, 1955, 1957. (Davor unter dem Titel: Ein Bergsteiger. Einer der Bezwinger der Eiger-Nordwand erzählt von seinen Bergfahrten).
  - —: Erich Waschak (Vorwort): Ein Leben für die Berge. Vom Peilstein zur Eiger-Nordwand. Erweiterte und umgearbeitete Neuausgabe, Lizenzausgabe der Buchgemeinschaft Donauland, Wien 1960. (Davor unter dem Titel: Ein Bergsteiger. Einer der Bezwinger der Eiger-Nordwand erzählt von seinen Bergfahrten und Vom Peilstein zur Eiger-Nordwand. Erlebnisse eines Bergsteigers).
  - Vom Peilstein zur Eiger-Nordwand. Erlebnisse eines Bergsteigers. Ausgabe für die Mitglieder der Büchergilde Gutenberg. Volksbuchverlag, Wien 1960.